# Ernest Duchesne
Ernest Duchesne (Párizs, 1874. május 30. – Amélie-les-Bains-Palalda, 1912. április 12.) francia katonaorvos és a penészgombák antibakteriális hatásának felfedezője.

## Élete
Ernest Duchesne 1874-ben született Párizsban második gyermekként, egy háromgyermekes családban. Apja kémikus volt. Húsz éves volt amikor belépett a Lyoni Katonai Akadémiára (École du Service de Santé Militaire de Lyon). 1901-ben összeházasodott Rosa Lassalassal, aki két évvel később tuberkulózisban meghalt. 1904-ben ő maga is megbetegedett, valószínűsíthetőleg tuberkulózisban. Három évvel később leszerelték és egy szanatóriumba küldték Amélie-les-Bainsba ahol 1912. április 12-én 37 éves korában meghalt.

## Tudományos munkássága
Duchesne már harminc évvel Alexander Fleming előtt megfigyelte és feljegyezte, hogy bizonyos penészgombák baktériumölő hatással rendelkeznek.
Kutatásai során felfigyelt arra, hogy a katonai kórházban foglalkoztatott arab lovászok a nyergeket mindig sötét és nedves helyiségben tárolják, hogy azokon így penész keletkezzen. Mikor kérdőre vonta őket, hogy miért teszik ezt, ők azt felelték, hogy ezáltal gyorsabban gyógyulnak a nyergek súrlódása által keletkezett sebek a lovak hátán. Erre Duchense oldatot készített ezekből a penészgombákból és beteg tengerimalacokba fecskendezte, amelyek az injekció hatására nemsokára felgyógyultak a betegségből.
Ezután vizsgálni kezdte az ecsetpenész (penicillium) és a kólibaktérium kölcsönhatását egy sorozat azonos kísérletben. Megfigyelte hogy a penicillium minden esetben képes volt a kólibaktériumot eliminálni.
Doktori disszertációját is a penészgombák és a mikrobák antagonizmusáról írta 1897-ben, amely az első tudományos munka volt a penészgombák lehetséges terápiás alkalmazásáról antimikrobiális hatásuk miatt. Disszertációját azonban fiatal korára és ismeretlenségére való tekintettel elutasította a Pasteur Intézet.

## Fordítás
- Ez a szócikk részben vagy egészben  az   Ernest Duchesne című német Wikipédia-szócikk ezen változatának fordításán alapul.  Az eredeti cikk szerkesztőit annak laptörténete sorolja fel. Ez a jelzés csupán a megfogalmazás eredetét és a szerzői jogokat jelzi, nem szolgál a cikkben szereplő információk forrásmegjelöléseként.